# Приамурский край
Приаму́рский край — окраинная территория на востоке Российской империи; общее название территорий бассейна реки Амур, то есть южной и средней части Приморской, Амурской и Забайкальской областей и прилегающих к ним местностей Китайской империи. В административном отношении в основном то же, что и Приамурское генерал-губернаторство.

## География
В орографическом отношении край можно разделить на 5 частей:
1. гористую страну, через которую прорываются реки, образующие верховья Амура; сюда же можно относить все местности, прилегающие к главным хребтам края;
2. страну плоских возвышенностей, перерезанную отдельными горными ветвями;
3. страну равнин,
4. холмистые степные возвышенности
5. прибрежья юго-восточной части Охотского моря, Татарского пролива и северной части Японского моря.

По общему строению поверхности Приамурский край край носит, однако, характер гористой страны. Горы хотя и не высоки, но своими отрогами расходятся во все стороны и заполняют большую часть края.
Главные хребты:
1. Становой, или Яблоновой, хребет, в южной своей части служащий водоразделом рек Селенги, Лены и Амура.
2. Большой Хинган, начиная от хребта Сиельки, около вершин Пэха, тянется почти в меридиональном направлении; он окаймляет Маньчжурию с запада, проходя вдоль границы между плоскогорьем Монголии (Гоби) и гористой Маньчжурией.
3. Малый Хинган тянется также в меридиональном направлении и пересекает Амур в среднем течении последнего; посредством небольшого хребта в 500 вёрст длиной, носящего к северной части название Джугдыр, Малый Хинган соединяется со Становым хребтом.
4. Сихотэ-Алинь тянется непрерывной грядой вдоль берегов Японского моря и Татарского пролива и в северной части пересекается Амуром.

## Полезные ископаемые
Из ископаемым богатств края наиболее замечательны золотоносные россыпи, разделяющиеся по местонахождению на 7 групп.
- 1) Верхнеамурская группа, к которой относятся 5 местностей (100 пудов песка содержат от 1/2 до 1 1/2 золотников золота); *2) Зейская группа с 4 местностями, содержание золота до 1 золотника 60 долей);
- 3) Селемджинская с 5 местонахождениями (содержание золота от 1 1/2 до 2 золотников);
- 4) Буреинская группа (содержание золота от 89 долей до 38 золотников 72 долей — по реке Канаку, — но в последней местности золото найдено только гнездовое);
- 5) Амгуньская группа по реке Амгуни;
- 6) Озерная группа по левому берегу Амура, ниже хребта Малый Хинган (содержание золота от 1 1/2 до 2 золотников 35 долей; *7) Уссурийская группа в пределах всего Уссурийского края; содержание и добыча золота здесь незначительны.

С 1868 г. по 1875 гг. по бассейну Амура на всех приисках добыто золота 1615 пудов; в Амурской области с 1888 г. по 1892 г. — 2166 пудов.
Каменноугольные залежи в Приамурском крае довольно многочисленны. В верховьях Амура они известны на реке Урсе, притоке реки Онона, а также на реках Шилке и Аргуни. В пределах Амурской области уголь найден во многих местах от устья реки Олдоя до станицы Черняевой, далее по Амуру в горе Чагаян, между станицами Корсаковой и Козакевичевой, в 20 верстах выше Благовещенска, в 9 верстах выше станицы Иннокентиевской, при входе Амура в Малый Хинган и в низовьях Амура в 160 верстах выше Николаевска. По реке Зее уголь встречается в среднем течении по параллели Албазина, а также против устья реки Силимджи и в Белых горах; найден толстый пласт угля также на Бурее. Самые же значительные каменноугольные залежи находятся на острове Сахалине. Из других полезных ископаемых известны залежи железных руд на восточном склоне Малого Хингана, по правую сторону реки Самары, у станицы Пузино, в 20 верстах от берега реки Амура; там же на реке Самаре встречаются следы самородной меди и медных руд. В Малом Хингане у станиц Раддевой и Союзной найден аметист, в горных речках попадаются кристаллы циркона, роговой обманки, горного хрусталя; на реке Урульге, впадающей в Шилку, нередки топазы, тяжеловесы, аквамарины, изумруды, бериллы, турмалины и горный хрусталь, но в особенности богаты драгоценными камнями Забайкальские Адунчалонские копи.

## Население
Орочоны жили по верхнему течению Амура и нижнему течению Шилки; манегры — на восток от реки Невер и вниз по Амуру до реки Кумары, встречаются также по среднему течению Зеи, Селемджи и их притокам; маньчжуры — на Амуре близ устья Зеи; тунгусы — ниже устья Буреи, по среднему течению Горыни, по реке Амгуни и по берегу Татарского пролива; гольды — по Амуру от Малого Хингана до устья Уссури и по Уссури. В нижнем течении Амура встречались гиляки, в Уссурийском крае — манзы (корейцы). Русские жили главным образом в городах, поселках по течению Амура и казачьих станицах по Уссури.

## История

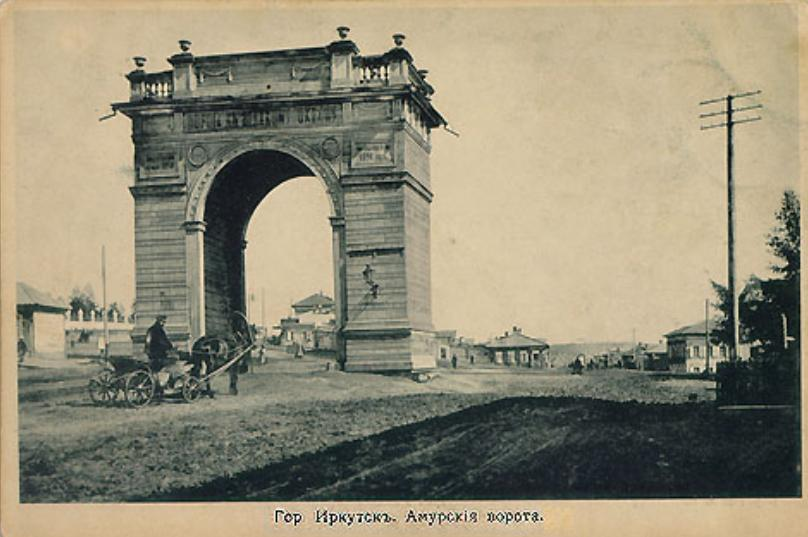
Амурские ворота в Иркутске, установленные в ознаменование присоединения к России Приамурского края

Начало присоединения Приамурского края к российским владениям и вместе с тем начало колонизации его было положено сибирскими казаками. В 1643—1646 гг. партия казаков под предводительством Пояркова по реке Зее вошла в Амур, по которому спустилась до Охотского моря. В 1649 г. крестьянин Ерофей Хабаров с 70 охотниками спустился по реке Лене до Олекмы; поднявшись по ней до устья реки Тугира, зимой 1650 г. перевалил Становой хребет и вышел на Амур, по которому спустился до места нынешнего Албазина. В течение 1651—53 гг. он продолжал завоевание края и дошёл до низовьев Амура. К тому же периоду относятся действия казачьих партий под командой Степанова (1653—55 гг.), Милованова (1681 г.), Мыльникова (1683 г.). В 1685 г. Албазин был взят маньчжурским войском, и русские принуждены были удалиться оттуда в Нерчинск; но в том же году, когда маньчжуры ушли, русские опять заняли город. По Нерчинскому договору 1689 г. Амур оставлен за Китаем; границу обоих государств составляли река Горбица, впадающая в Шилку, река Аргунь и Становой хребет. В 1727 г. по Буринскому договору граница с Китаем в Забайкалье была проведена между рекой Аргунью и хребтом Шабан-Дабага; Амур остался за Китаем; по тому же договору Россия лишилась права свободной торговли с Китаем. Между тем, большие затруднения в сношениях с Камчаткой заставляли русское правительство стремиться к возвращению Амура.
В 1854 году генерал-губернатор Восточной Сибири Муравьев без предварительного разрешения китайского правительства на пароходе со многими баржами спустился по Амуру до Мариинского поста, где была оставлена сотня казаков. В 1854 г., во время Крымской войны, все казённое имущество и служащие из Петропавловского порта были доставлены в устье Амура. Здесь же укрывался наш флот от преследования неприятеля, не знавшего о существовании свободного прохода для судов в Амурский лиман. В 1855 г. для подкрепления русских постов в устье Амура была предпринята вторая экспедиция вниз по Амуру, в состав которой, кроме войска, вошли и переселенцы — крестьяне Забайкальской и Иркутской губерний, основавшие три селения. В 1856 г. на левом берегу Амура основаны военные посты Кумарский, Зейский и Хинганский. В том же году все занятые нами места в низовьях Амура вошли в состав Приморской области.
В 1858 г. заключен с Китаем Айгунский договор, по которому Россия приобрела весь левый берег Амура и правый от впадения реки Уссури, а также все прибрежье Восточного океана до границы Кореи, а в июне того же года по Тяньцзиньскому трактату к России перешёл и Уссурийский край.

## Источник
- Никольский А. М. Приамурский край // Энциклопедический словарь Брокгауза и Ефрона : в 86 т. (82 т. и 4 доп.). — СПб., 1890—1907.